# Hannah More
Hannah More, född 2 februari 1745, död 7 september 1833, var en brittisk författare, filantrop och moralfilosof.

## Biografi
More tillhörde i yngre år Samuel Johnsons krets och skrev dramer, bland annat tragedin Percy (1777), med prolog och epilog av David Garrick. Med Sacred dramas (1782) fick hennes produktion en allvarligare inriktning. Hennes senare skrifter, alla av moraliserande eller religiös tendens, åtnjöt en stor spridning. Bland dem märks An estimate of the religion of the fashionable world (1799), den berömda Coelebs in search of a wife (1809), Moral sketches (1819), den mot franska revolutionen riktade Village politics (1792) samt Cheap repository tracts (1795–1798). More var även verksam som praktisk filantrop och särskilt intresserad för söndagsskolerörelsen. Hennes samlade skrifter utgavs i nio band 1847–1849.

### Hannah More-priset i Sverige
Sedan 2023 delar det svenska Claphaminstitutet ut ett pris till Hannah Mores minne som ska gå till en kulturskapare som står stadigt i en kristen livssyn och som skapar kultur som påverkar samhället. Första prisutdelningen skedde i mars 2023 till Josefin de Gregorio.